# Mokta Hafsa
Mokta Hafsa (ou Ksar Megtaâe Sfa) est un village marocain, de la province d'Errachidia, dans la région de Drâa-Tafilalet. Il fut l'un des 4 villages visités lors des journées « Ambassadeurs » de l'édition 2017 du Rallye 4L Trophy.

## Enfants du désert
Une école y est présentement en construction, en partenariat avec l'association Enfants du désert. Un puits, un bloc sanitaire, un jardin d'enfants ainsi qu'une plantation de palmiers y sont également prévus.
Ce projet est en grande partie financé par un don (35 000 €) des vidéastes français Amixem et CYRILmp4,,.